# Фрактоэлектрификация
Фрактроэлектрификация — физический процесс, в результате которого материалы приобретают электрический заряд за счёт разрушения их целостности.
Процесс накопления статического электрического заряда наблюдается в зернистых материалах, где силы столкновения отдельных частей материала между собой достаточны для разрушения молекулярных связей. В этом «фрактоэлектрическом» режиме растрескивание материала и распространение по нему трещин провоцируют перемещение электронов и ионов в месте трещины.
Эффект фрактоэлектрификации заметным образом проявляется в процессе помола зёрен кофе, также он заметен в процессе идущего во время извержений вулканов разрушения геологических образований, сложенных из вулканических пород.